# Rhinolophus acuminatus
Rhinolophus acuminatus е вид прилеп от семейство Подковоносови (Rhinolophidae). Видът не е застрашен от изчезване.

## Разпространение и местообитание
Разпространен е във Виетнам, Индонезия, Камбоджа, Лаос, Малайзия, Мианмар и Тайланд.
Обитава градски и гористи местности и пещери.

## Описание
Теглото им е около 12,1 g.